# Samwel Darbinian
Samwel Darbinian, orm. Սամվել Դարբինյան, ros. Самвел Андраникович Дарбинян, Samwieł Andranikowicz Darbinian (ur. 1 stycznia 1952 w Erywaniu, Armeńska SRR) – ormiański piłkarz, grający na pozycji pomocnika, trener piłkarski.

## Kariera piłkarska

### Kariera klubowa
W 1969 rozpoczął karierę piłkarską w drużynie rezerw Araratu Erywań. Nie potrafił przebić się do podstawowej jedenastki i po trzech latach w 1972 zakończył karierę piłkarza.

## Kariera trenerska
Po zakończeniu kariery piłkarza rozpoczął pracę szkoleniowca. Najpierw od 1983 do 1985 pomagał trenować klub Kotajk Abowian, od 1986 do 1987 i w 1991 Ararat Erywań. W 1990 samodzielnie prowadził klub Malatia Erywań. W 1992 roku został trenerem Homenmen-SKIF Erywań. Przed rozpoczęciem sezonu 1995 został mianowany na stanowisko głównego trenera Araratu Erywań. Również w 1995 został powołany na stanowisko selekcjonera narodowej reprezentacji Armenii. W latach 1995–1999 z dwoma przerwami trenował Jerewan FA. Latem 1999 stał na czele Kilikii Erywań. Latem 2000 został zaproszony do prowadzenia libańskiego klubu Racing Bejrut. Po zakończeniu rundy wiosennej sezonu 2001 objął stanowisko głównego trenera Pjunika Erywań, ale na początku 2002 zgodził się na ofertę irańskiego klubu Zob Ahan Isfahan. W latach 2004–2006 ponownie prowadził Kilikię Erywań, po czym ponownie wyjechał do Iranu, gdzie do 2009 pracował w Paykan Ghods. W sezonie 2009 zmienił na stanowisku głównego trenera Miki Erywań Ivo Šušaka. Po kilku porażkach został zwolniony i potem pracował w klubie jako trener konsultant. W kwietniu 2010 ponownie stał na czele Kilikii Erywań. 4 kolejki przed zakończeniem sezonu opuścił klub. W pierwszej połowie sezonu 2011 ponownie pracował w sztabie szkoleniowym Araratu Erywań. Potem po raz kolejny wyjechał do Iranu, gdzie pomagał trenować Saipa Shomal Gha’emszahr. W lipcu 2012 objął prowadzenie Giti Pasand Isfahan, z którym pracował do 2014. 29 września 2014 po raz drugi stał na czele Araratu Erywań. W grudniu 2014 został zwolniony z zajmowanego stanowiska.

## Sukcesy i odznaczenia

### Sukcesy trenerskie
Ararat Erywań
- zdobywca Pucharu Armenii: 1995

Jerewan FA
- mistrz Armenii: 1998
- brązowy medalista Mistrzostw Armenii: 1996/97, 1998
- finalista Pucharu Armenii: 1998

Pjunik Erywań
- mistrz Armenii: 2001
- wicemistrz Armenii: 2009
- zdobywca Superpucharu Armenii: 2002

Kilikia Erywań
- finalista Pucharu Armenii: 2005

Mika Erywań
- wicemistrz Armenii: 2009

Zob Ahan Isfahan
- zdobywca Pucharu Iranu: 2002/03

### Odznaczenia
- tytuł Zasłużonego Trenera Armeńskiej SRR: 1990